# Cross River (flod i Kamerun och Nigeria)
Cross River är ett vattendrag i Kamerun och Nigeria.